# 乗松亨平
乗松 享平（のりまつ きょうへい 、1975年 - ）は、日本のロシア文学者。学位は、博士（文学）（東京大学）
東京大学大学院総合文化研究科 教授

## 著書

### 書籍等出版物
- 『リアリズムの条件 : ロシア近代文学の成立と植民地表象』 (水声社、2009年）
- 『ロシアあるいは対立の亡霊「第二世界」のポストモダン』（講談社選書メチエ、2015年）[2]
- 『ロシア文化事典』（編集委員他）（丸善出版、2019年）
- 『ロシア文化 55のキーワード』（ミネルヴァ書房、2021年）

### 翻訳
- 『ポケットマスターピース04：トルストイ』(共訳、集英社、2016年)
- 『ロシア宇宙主義』ボリス・グロイス（共訳、河出書房新社、2024年)

### 論文
- 『19世紀ロシア文学におけるリアリズムとコロニアリズム--ベストゥージェフ=マルリンスキーのカフカース』「スラブ・ユーラシア学の構築」研究報告集、2005年[3]
- 『Literature against Visual Media: Discourses on the Visuality of N. Gogol's Language.』「スラブ・ユーラシア学の構築」研究報告集、2007年[4]
- 『Кёхэй Норимацу. Субъекты колониальной репрезентации в русской литературе XIX века.』Images of Russia in the Eurasian Cultural Context、2008.[5]
- 『ユーリー・ロトマンの文化記号論における「ロシア」の複数性と単数性 』ロシア語ロシア文学研究、2011年
- 『後期ソヴィエトにおける「生の構築」 : ユーリー・ロトマンの演劇的文化論の社会史的考察 』スラヴ研究、2012年 [6]